# Triều đại của Cleopatra VII

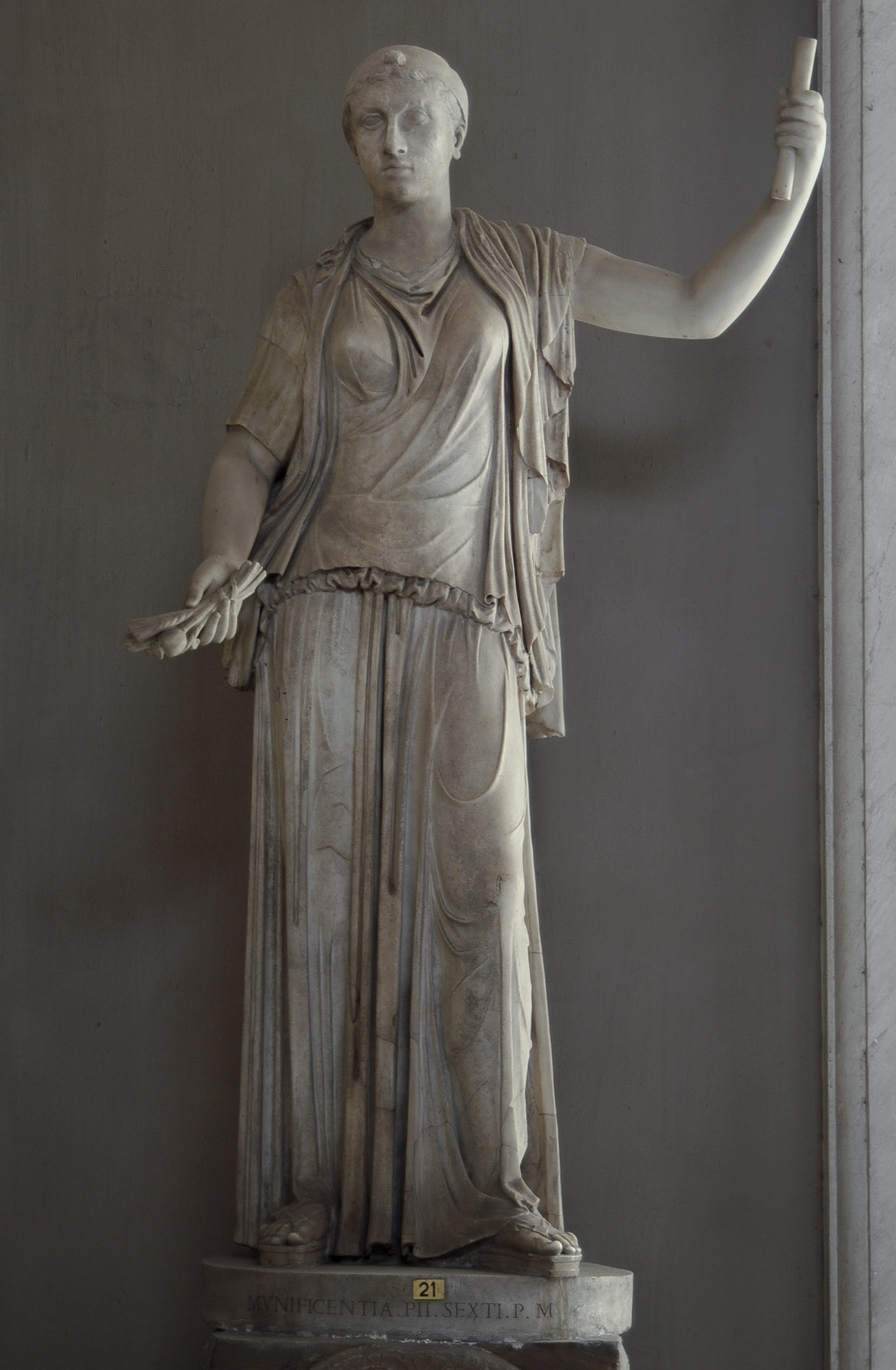
Một bức tượng La Mã được phục dựng lại của Cleopatra VII, bà đội một chiếc vương miện và kiểu tóc 'quả dưa' giống với các bức chân dung tiền xu, đá cẩm thạch, tìm thấy gần Tomba di Nerone, Rome, dọc theo Via Cassia, Museo Pio-Clementino

Triều đại Cleopatra VII của nhà Ptolemaios thuộc Ai Cập bắt đầu cùng với cái chết của người cha bà, vị pharaon đương triều Ptolemaios XII Auletes, vào tháng 3 năm 51 TCN. Nó kết thúc cùng với cái chết của Cleopatra vào ngày 10 hoặc 12 tháng 8 năm 30 TCN. Tiếp sau triều đại của Cleopatra, đất nước Ai Cập đã trở thành một tỉnh của đế quốc La Mã và thời kỳ Hy Lạp hóa chấm dứt. Dưới triều đại của mình, bà đã cai trị Ai Cập và các vùng lãnh thổ khác như là một quân chủ chuyên chế, theo truyền thống của vị vua sáng lập nên nhà Ptolemaios là Ptolemaios I Soter (khoảng năm 305–283 TCN) cũng như Alexandros Đại đế (khoảng năm 336–323 TCN) của Macedonia, người đã chiếm được Ai Cập từ tay nhà Achaemenes của đế quốc Ba Tư.
Cleopatra và người em trai Ptolemaios XIII đã lên ngôi với tư cách là những người đồng cai trị, nhưng một sự bất đồng giữa họ đã dẫn đến việc nổ ra một cuộc nội chiến. Cleopatra đã chạy trốn tới tỉnh Syria thuộc La Mã một thời gian ngắn vào năm 48 TCN, nhưng đã quay trở lại ngay trong năm đó cùng với một đạo quân để đối đầu với Ptolemaios XIII. Vì là một nhà nước chư hầu của La Mã, chính khách La Mã Pompey Vĩ đại đã lên kế hoạch dùng Ai Cập làm nơi trú ẩn của ông ta sau khi thua trận Pharsalus ở Hy Lạp vào năm 48 TCN trước đối thủ của mình là Julius Caesar trong cuộc nội chiến của Caesar. Tuy nhiên, Ptolemaios XIII đã sát hại Pompey tại Pelousion và gửi thủ cấp của ông tới chỗ Caesar, ông ta đã chiếm đóng Alexandria trong lúc truy đuổi Pompey. Với thẩm quyền của mình là một chấp chính quan của Cộng hòa La Mã, Caesar đã cố gắng để hòa giải Ptolemaios XIII với Cleopatra.  Tuy nhiên, viên cố vấn trưởng của Ptolemaios XIII, Potheinos đã xem những điều kiện của Caesar như là sự ủng hộ dành cho Cleopatra, vì thế quân đội của ông ta, mà sau cùng đã nằm dưới sự kiểm soát của người em gái của Cleopatra là Arsinoe IV, đã vây hãm Caesar cùng Cleopatra trong cung điện. Cuộc vây hãm này chấm dứt khi lực lượng tiếp viện của Caesar tới nơi vào đầu năm 47 TCN và Ptolemaios XIII đã qua đời một thời gian ngắn sau đó trong Trận sông Nil. Arsinoe IV sau cùng đã bị lưu đày tới Ephesus và Caesar, lúc này đã được bầu làm độc tài, tuyên bố rằng Cleopatra và người em trai của bà Ptolemaios XIV là những người đồng trị vì của Ai Cập. Tuy nhiên, Caesar đã duy trì một mối quan hệ tình ái bí mật với Cleopatra, bà đã sinh ra một người con trai, Caesarion (tức là Ptolemaios XV), trước khi ông ta rời Alexandria để quay về Rome.
Cleopatra sau đó tới Rome như là một nữ hoàng chư hầu vào năm 46 và 44 TCN, bà đã ở tại trang viên của Caesar trong khoảng thời gian này. Khi Caesar bị ám sát vào năm 44 TCN Cleopatra đã cố gắng để Caesarion được chỉ định làm người kế vị của ông, nhưng thay vào đó nó lại rơi vào tay người cháu trai của Caesar là Octavian (được gọi là Augustus vào năm 27 TCN, khi ông ta trở thành vị Hoàng đế La Mã đầu tiên). Cleopatra sau đó đã sát hại Ptolemaios XIV và tấn phong người con trai của bà Caesarion làm đồng cai trị.
Trong cuộc nội chiến của những người Giải phóng vào năm 43–42 TCN, Cleopatra đứng về phía Chế độ Tam Hùng lần thứ Hai được Octavian, Marcus Antonius, và Marcus Aemilius Lepidus thiết lập nên. Sau cuộc gặp mặt tại Tarsos vào năm 41 TCN, Cleopatra đã có một mối quan hệ tình ái với Antonius và hai người có với nhau ba người con: cặp đôi song sinh Alexander Helios và Cleopatra Selene II, cùng Ptolemaios Philadelphos. Antonius đã sử dụng quyền lực là một tam hùng của mình để thực hiện việc hành quyết Arsinoe IV theo lời yêu cầu của Cleopatra. Ông ta đã ngày càng phải trông cậy vào Cleopatra về cả tài chính và hỗ trợ quân sự trong cuộc xâm lược của mình nhằm vào đế quốc Parthia và vương quốc Armenia. Mặc dù cuộc xâm lược Parthia của ông đã không thành công, Antonius đã chiếm được Armenia và đem vị vua Artavasdes II quay trở về Alexandria vào năm 34 TCN như là một tù binh diễu hành trong cuộc diễu binh mừng chiến thắng La Mã bắt chước của ông ta do Cleopatra chủ trì. Sự kiện này được kế tiếp bởi lễ ban tặng của Alexandria, một tuyên bố chính thức rằng những người con của Cleopatra với Antonius sẽ cai trị những vùng đất khác nhau nằm dưới thẩm quyền của Antonius. Sự kiện này, cùng với đám cưới của Antonius với Cleopatra và việc ly dị Octavia Minor, chị gái của Octavian, đã dẫn đến Cuộc chiến tranh cuối cùng của Cộng Hòa La Mã.
Sau khi tiến hành một cuộc chiến tranh tuyên truyền, Octavian đã buộc các đồng minh của Antonius trong Viện nguyên lão La Mã phải bỏ trốn khỏi Rome vào năm 32 TCN và đã tuyên bố chiến tranh với Cleopatra vì đã hỗ trợ quân sự bất hợp pháp cho Antonius, người lúc này là một công dân bình thường và không nắm giữ chức vụ nào. Hạm đội liên hợp của Antonius và Cleopatra đã bị vị tướng của Octavian là Agrippa đánh bại trong trận Actium vào năm 31 TCN. quân đội của Octavian xâm lược Ai Cập vào năm 30 TCN và đã đánh bại quân đội của Antonius, điều này góp phần dẫn đến việc ông ta phải tự sát. Khi Cleopatra biết được rằng Octavian đã lên kế hoạch để đưa bà tới Rome với mục đích là cho cuộc diễu binh mừng chiến thắng của ông ta, bà đã tự tử bằng thuốc độc, mặc dù vậy người ta vẫn thường hay tin rằng bà đã bị cắn bởi một con rắn mào.

### Trích dẫn
1. ↑  Raia & Sebesta (2017).
2. ↑  Lippold (1936), tr. 169–171.
3. ↑  Curtius (1933), tr. 184 ff. Abb. 3 Taf. 25—27..

### Trích dẫn trong văn bản
Online sources
- Cat. 22 Tetradrachm Portraying Queen Cleopatra VII, Art Institute of Chicago, truy cập ngày 29 tháng 3 năm 2018.
- Mark Antony and Cleopatra, Classical Numismatic Group, ngày 17 tháng 5 năm 2010, truy cập ngày 29 tháng 3 năm 2018
- Grout, James (ngày 1 tháng 4 năm 2017), Was Cleopatra Beautiful?, Encyclopaedia Romana (University of Chicago), truy cập ngày 29 tháng 3 năm 2018.
- Raia, Ann R.; Sebesta, Judith Lynn (tháng 9 năm 2017), The World of State, College of New Rochelle, Bản gốc lưu trữ ngày 6 tháng 3 năm 2018, truy cập ngày 29 tháng 3 năm 2018.

Printed sources
- Anderson, Jaynie (2003), Tiepolo's Cleopatra, Melbourne: Macmillan, ISBN 9781876832445.
- Ashton, Sally-Ann (2008), Cleopatra and Egypt, Oxford: Blackwell, ISBN 978-1-4051-1390-8.
- Bivar, A.D.H. (1983), "The Political History of Iran Under the Arsacids", trong Yarshater, Ehsan (biên tập), Cambridge History of Iran, quyển 3.1, Cambridge: Cambridge University Press, tr. 21–99, ISBN 9780521200929..
- Bringmann, Klaus (2007) [2002], A History of the Roman Republic (bằng tiếng Anh), W. J. Smyth biên dịch, Cambridge: Polity Press, ISBN 978-07456-3371-8.
- Brosius, Maria (2006), The Persians: An Introduction, London & New York: Routledge, ISBN 9780415320894.
- Burstein, Stanley M. (2004), The Reign of Cleopatra, Westport, CT: Greenwood Press, ISBN 9780313325274.
- Chauveau, Michel (2000) [1997], Egypt in the Age of Cleopatra: History and Society Under the Ptolemies (bằng tiếng Anh), David Lorton biên dịch, Ithaca, NY: Cornell University Press, ISBN 9780801485763.
- Curtius, Ludwig (1933), "Ikonographische Beitrage zum Portrar der romischen Republik und der Julisch-Claudischen Familie", RM (bằng tiếng Đức), 48: 182–243, OCLC 633408511.
- Dodson, Aidan; Hilton, Dyan (2004), The Complete Royal Families of Ancient Egypt, London: Thames & Hudson, ISBN 9780500051283.
- Fletcher, Joann (2008), Cleopatra the Great: The Woman Behind the Legend, New York: Harper, ISBN 978-0-06-058558-7.
- Grant, Michael (1972), Cleopatra, London: Weidenfeld and Nicolson; Richard Clay (the Chaucer Press), ISBN 9780297995029.
- Gurval, Robert A. (2011), "Dying Like a Queen: the Story of Cleopatra and the Asp(s) in Antiquity", trong Miles, Margaret M. (biên tập), Cleopatra: a sphinx revisited, Berkeley: University of California Press, tr. 54–77, ISBN 978-0-520-24367-5.
- Hölbl, Günther (2001) [1994], A History of the Ptolemaic Empire, Tina Saavedra biên dịch, London: Routledge, ISBN 978-0-415-20145-2.
- Jones, Prudence J. (2006), Cleopatra: a sourcebook, Norman, Oklahoma: University of Oklahoma Press, ISBN 9780806137414.
- Kennedy, David L. (1996), "Parthia and Rome: eastern perspectives", trong Kennedy, David L.; Braund, David (biên tập), The Roman Army in the East, Ann Arbor: Cushing Malloy Inc., Journal of Roman Archaeology: Supplementary Series Number Eighteen, tr. 67–90, ISBN 9781887829182
- Lippold, Georg (1936), Die Skulpturen des Vaticanischen Museums (bằng tiếng Đức), quyển 3, Berlin: Walter de Gruyter & Co., OCLC 803204281.
- Polo, Francisco Pina (2013), "The Great Seducer: Cleopatra, Queen and Sex Symbol", trong Knippschild, Silke; Morcillo, Marta Garcia (biên tập), Seduction and Power: Antiquity in the Visual and Performing Arts, London: Bloomsbury Academic, tr. 183–197, ISBN 978-1-44119-065-9.
- Pucci, Giuseppe (2011), "Every Man's Cleopatra", trong Miles, Margaret M. (biên tập), Cleopatra: a sphinx revisited, Berkeley: University of California Press, tr. 195–207, ISBN 978-0-520-24367-5.
- Roller, Duane W. (2010), Cleopatra: a biography, Oxford: Oxford University Press, ISBN 978-0-19-536553-5.
- Skeat, T. C. (1953), "The Last Days of Cleopatra: A Chronological Problem", The Journal of Roman Studies, 43: 98–100, doi:10.2307/297786.
- Southern, Patricia (2014) [1998], Augustus (ấn bản thứ 2), London: Routledge, ISBN 9780415628389.
- Southern, Patricia (2009) [2007], Antony and Cleopatra: The Doomed Love Affair That United Ancient Rome and Egypt, Stroud, Gloucestershire: Amberley Publishing, ISBN 9781848683242.
- Walker, Susan (2008), "Cleopatra in Pompeii?", Papers of the British School at Rome, 76: 35–46, 345–8, JSTOR 40311128.